# Лавані-Глибоке
Лавані-Глибоке (Lavani Deep) — офшорне газове родовище в Індійському океані біля узбережжя Танзанії у блоці 2, правами на розробку якого володіє консорціум у складі норвезької Statoil (65 %, оператор) та ExxonMobil (35 %). Належить до газоносного басейну Мафія (отримав назву за островом Мафія із архіпелагу Занзібар).

## Опис
Родовище виявили наприкінці 2012 року внаслідок спорудження буровим судном Ocean Rig Poseidon свердловини Lavani-2. Закладена як оціночна на відкрите раніше Лавані-Головне, вона була поглиблена до відкладень крейдового періоду, в яких виявила ще одне родовище, через певний час назване Лавані-Глибоке. Lavani-2 розташована за 5 км на південний схід від Lavani-1 та за 20 км на південь від родовища Зафарані. Закладена в районі з глибиною моря 2580 метрів, вона мала довжину 5270 метрів, що й дозволило їй досягти відкладень мезозою.
Лавані-Глибоке заплановано включити до першого етапу розробки блоку 2 (разом з Зафарані, Лавані-Головним та Пірі). Наразі очікують, що видобуток з нього буде вестись через 2-3 свердловини. Водночас станом на 2017 рік ще не було прийнято остаточного плану розробки, одним з варіантів якої є використанням плавучого заводу із зрідження газу (останнє дозволить уникнути прокладання трубопроводів по дну зі складним рельєфом, обумовленим численними підводними каньйонами).
Геологічні ресурси Лавані-Головного та Лавані-Глибокого спільно оцінюються на рівні 124 млрд м³ газу, при цьому на останнє припадає не більше третини.